# John Mowat
John Alexander „Jack“ Mowat (* 1. April 1908; † 12. März 1995) war ein schottischer Fußballschiedsrichter.
Mowat leitete zwischen 1946 und 1960 als Schiedsrichter Spiele in der höchsten schottischen Spielklasse. Innerhalb seines Heimatverbandes kam er zudem mehrfach als Unparteiischer im Endspiel des nationalen Pokalwettbewerbs zum Einsatz, sieben Finals standen unter seiner Aufsicht. Darüber hinaus pfiff er auch Spiele auf internationaler Ebene. Beim Europapokal der Landesmeister 1959/60 leitete er das Endspiel, bei der Weltmeisterschaft zwei Jahre zuvor war er sowohl Schiedsrichter als auch Schiedsrichterassistent bei verschiedenen Spielen.
Ihm zu Ehren vergibt der schottische Fußballverband seit 1991 jährlich die „Jack Mowat Trophy“ für den Schiedsrichter des Pokalendspiels.